# Joyclub
JOYclub es un sitio de citas por Internet y una comunidad sexualmente positiva para contactos sexuales. El sitio ofrece eventos, fiestas, citas, comunicación, intercambio de contenido, foros para personas de diferentes sexos y diferentes orientaciones sexuales.
JOYclub es operado por F&P GmbH, que existe desde el año 1990. El director general de la empresa es Ingmar Ackermann.

## Historia
JOYclub fue fundado en 1999 como un foro de Internet que se desarrolló a partir de un programa de chat gestionado por la agencia de publicidad F&P GmbH. En su forma actual JOYclub existe desde 2005. Desde el año 2013 JOYclub ha sido un producto principal de F&P GmbH.
En 2015 fue iniciado el desarrollo de JOYCE, la aplicación JOYclub. Fue lanzada en 2017.
En 2013 JOYclub obtuvo el Premio Venus como la Mejor Comunidad Erótica.
En 2015 JOYclub alcanzó los 2 millones de usuarios registrados.
En 2018 fueron lanzadas las versiones internacionales del sitio. Está disponible en italiano, francés, español, holandés, inglés, alemán y checo.
En 2019 el sitio tuvo 3 millones de miembros.
En 2020 el sitio comenzó a funcionar en España. La empresa realizó una campaña de publicidad exterior denominada “Comparte más” en Madrid, y también colocó anuncios y banners en varias plataformas online. Cecilia Bizzotto es la portavoz oficial de JOYclub en España. 
JOYclub ha realizado varias encuestas a sus miembros en España sobre varios temas eróticos. Por ejemplo, sobre el tema de monogamia y poliamor.
En 2021 la plataforma recibió 4 millones de usuarios.
En 2022 JOYclub empezó a operar en México. Carolina Roldán, educadora en sexualidad, se hizo la embajadora de la marca en el país.

## Seguridad y privacidad
En diciembre de 2021 JOYclub recibió un certificado de protección de datos probados de TÜV Saarland. JOYclub también ofrece la posibilidad de enviar mensajes (ClubMails) a través de Messenger sin indicar el número de teléfono del usuario y comunicarse completamente a través de la plataforma, ya que ClubMail ofrece correspondencia y videollamadas y no requiere cambiar a otros mensajeros.
En cuanto al aspecto de seguridad, JOYclub tiene un procedimiento de autenticación y verificación estricto y bien establecido, en particular verificación de género y edad, que ayuda a combatir perfiles falsos y apoyar a menores. Como resultado, casi no hay perfiles falsos sin verificar en JOYclub.

## Visión general
JOYclub tiene aproximadamente 4,4 millones de miembros registrados, cuya edad promedio es de 34 años. El 39% de los perfiles son de hombres, el 30% de mujeres y el 31% de parejas.
Hay siete tipos de perfil de usuario diferentes para elegir. Hay perfiles de usuario para mujeres, hombres, parejas, así como no binarios, mujeres trans, hombres trans y travestis. También existen perfiles comerciales, para modelos, fotógrafos, artistas, empresas o clubes swingers. Los usuarios se registran de forma anónima.
También hay una revista online, una sección con películas pornográficas y una tienda para fanes. También se puede acceder a JOYclub a través de la aplicación JOYCE para iOS y Android.

## Membresías y Costos
JOYclub tiene una oferta gratuita y otra de pago. La membresía básica gratuita solo ofrece opciones limitadas, especialmente con respecto a la comunicación entre usuarios. Para las mujeres y parejas verificadas existe una membresía Plus gratuita, que ofrece más opciones que la básica (por ejemplo, envío de iniciativa de ClubMails a los miembros), pero menos permisos (por ejemplo, visualización de visitantes en el propio perfil) que la membresía prémium. Para los hombres existe una membresía ligera prémium que permite un acceso extendido a imágenes, videos y transmisiones en vivo.